# 9-菲甲酸
9-菲甲酸是一种有机化合物，化学式为C15H10O2。它和氯化亚砜在二甲基甲酰胺存在下加热反应，可以得到9-菲甲酰氯。

## 合成
9-溴菲在乙醚中于−30 °C和正丁基锂反应，向其中通入二氧化碳后用水处理，调节pH后可以得到9-菲甲酸。它也可由α-[(2-氨基苯基)亚甲基]苯乙酸和亚硝酸异戊酯反应制得。